# Consell Regional de la Guadalupe
El Consell Regional de la Guadalupe (francès Conseil régional de la Guadeloupe) és una assemblea elegida que dirigeix la regió d'ultramar de la Guadalupe. Actualment és presidit per Victorin Lurel. Està format per 41 membres elegits cada sis anys. Té competències a nivell local, comerç, desenvolupament, ensenyament primari i secundari, i audiovisuals, però no en justícia, política monetària ni defensa. La seu és a l'avinguda Paul Lacavé, quartier Petit Paris de Basse-Terre.

## Presidents
- Pierre Mathieu (1974-1980)
- Robert Pentier (1980-1981)
- Marcel Esdras (1981-1982)
- Marcel Gargar (1982-1983)
- José Moustache (1983-1986)
- Félix Proto (1986-1992)
- Lucette Michaux-Chevry (1992-2004)
- Victorin Lurel (2004-)

## Resultat de leseleccions regionals franceses de 2004[1]

### Primera volta
|           | Nombre  | % inscrits |
| --------- | ------- | ---------- |
| Inscrits  | 289 664 | 100,00%    |
| Abstenció | 131 693 | 45,46%     |
| Votants   | 157 971 | 54,54%     |

|               | Nombre  | % votants |
| ------------- | ------- | --------- |
| Blancs i nuls | 9 031   | 5,72%     |
| Vàlids        | 148 940 | 94,28%    |

| Llista                          | Cap de llista                      | Vots   | %      |
| ------------------------------- | ---------------------------------- | ------ | ------ |
| Combat Ouvrier - LO             | Jean-Marie Nomertin                | 1 759  | 1,18%  |
| MDDP - PCG - UPLG/MG - GR       | Ary Broussillon                    | 5 874  | 3,94%  |
| FGPS - PPDG - GUSR              | Victorin Lurel                     | 65 962 | 44,29% |
| FGPS dissident - PPDG dissident | Daniel Marsin                      | 8 158  | 5,48%  |
| Les Verts                       | Harry Durimel                      | 4 306  | 2,89%  |
| Objectif Guadeloupe - UMP       | Lucette Michaux-Chevry             | 56 024 | 37,62% |
| Divers gauche                   | Octavie Losio                      | 3 085  | 2,07%  |
| Sans étiquette                  | Juliette Nubret (nascuda Adonicam) | 2 302  | 1,55%  |
| Sans étiquette                  | Gérard Lauriette                   | 1 470  | 0,99%  |

### Segona Volta
|           | Nombre  | % inscrits |
| --------- | ------- | ---------- |
| Inscrits  | 286 899 | 100,00%    |
| Abstenció | 107 781 | 37,57%     |
| Votants   | 179 118 | 62,43%     |

|               | Nombre  | % votants |
| ------------- | ------- | --------- |
| Blancs i nuls | 7 711   | 4,30%     |
| Vàlids        | 171 407 | 95,70%    |

| Llista                    | Cap de llista          | Vots   | %      |
| ------------------------- | ---------------------- | ------ | ------ |
| FGPS - PPDG - GUSR        | Victorin Lurel         | 99 805 | 58,23% |
| Objectif Guadeloupe - UMP | Lucette Michaux-Chevry | 71 602 | 41,77% |